# Forteresse de Vardøhus
La forteresse de Vardøhus (en norvégien : Vardøhus festning), est située à Vardø sur l'île de Vardøya en mer de Barents dans le comté de Troms et Finnmark en Norvège.

## Géographie
La forteresse a été établie près du Varangerfjord dans le nord-est de la Norvège à proximité de la frontière russe.

## Histoire
En 1251, une ambassade de la République de Novgorod auprès du roi Haakon IV Haakonson de Norvège s'est plainte d'affrontements entre Norvégiens et Caréliens dans le nord du Finnmark. Une ambassade norvégienne est alors dépêchée à Novgorod où un traité (dont l'original est maintenant perdu) est signé pour conclure une paix entre les deux pays.
La côte du Finnmark est à l'origine importante comme source d'approvisionnement en fourrures provenant du commerce avec les Caréliens, mais ce commerce chute lorsque la Ligue hanséatique augmente le commerce des fourrures via son centre de Novgorod. Le Finnmark reste important en tant que pêcherie ; le poisson est expédié comme stockfish à Bergen et y est commercialisé avec les marchands de la Hanse.
La première fortification est érigée par Haakon V Magnusson en 1306 et est baptisée Varghøya. En 1307, l'archevêque de Trondhjem se rend à Vardøhus pour y consacrer la nouvelle église de Vardø. Le premier document encore existant qui définit la frontière entre la Norvège et la Russie date de 1326. En 1340, des documents montrent que l'archevêque a fait de nouveaux efforts pour améliorer les conditions là-bas.
La deuxième fortification, construite à Østervågen (la baie Est) est érigée entre 1450 et 1500. Cette fortification était rectangulaire avec deux bastions d'angle.
Le capitaine de Vardøhus possède une part de la pêcherie. En visitant le fort en 1511, Erik Valkendorf écrit : « Le pays ne serait pas habitable pour les chrétiens s'il n'y avait des prises de poissons si abondantes qu'elles attiraient les gens à s'y installer. Et ce poisson séché, qu'ils appellent stockfish, est si précieux et excellent qu'il est exporté dans presque tous les pays chrétiens ».
En 1583, les droits norvégiens sur l'Arctique sont formellement reconnus par l'Angleterre ; l'accord stipule que chaque navire qui passe dans la mer Blanche doit faire escale à Vardøhus pour payer des droits.
En 1597, Boris Godounov (« de facto » régent de Russie de 1584 à 1598 et tsar de 1598 à 1605) écrit au roi Christian IV de Danemark et de Norvège et lui affirme que Vardøhus et le pays lapon (jusqu'à Tromsø) est, depuis l'antiquité un patrimoine perpétuel du tsar. En 1600, il refuse de ratifier le traité de Teusina qui résolvait les revendications suédoises et russes sur la péninsule de Kola à l'est de Vardøhus ainsi que sur d'autres territoires revendiqués. Ce traité ne reconnaissait pas la présence norvégienne à Vardøhus ni les revendications norvégiennes sur ce territoire. À la suite de ces conflits frontaliers avec la Russie, le roi Christian IV affirme la propriété historique de la Norvège et se rend à Vardøhus en 1599 pour charger le gouverneur de la forteresse de percevoir des impôts auprès des Russes dans sa province, y compris la péninsule de Kola et d'exclure les Suédois qui tentaient également de revendiquer le territoire sur la base du traité de Teusina. Dans un effort supplémentaire pour améliorer son emprise sur le Finnmark, Christian IV fait construire la forteresse d'Altenhus près d'Alta en 1610.
Pendant la période allant du début de la Seconde Guerre mondiale jusqu'à l' invasion allemande de la Norvège, la forteresse de Vardøhus est une unité active sous le commandement du district naval no 3 à Tromsø.
Au début de l'invasion allemande le 9 avril 1940, Vardøhus est sous le commandement du capitaine Johan Basilier Basilier. La garnison se compose d'un lieutenant à la retraite, de deux soldats, de dix militaires non combattants et de deux civils.
Dans la soirée du 9 avril 1940, le capitaine Basilier reçut l'ordre de mobiliser un petit nombre de soldats supplémentaires pour garder la forteresse. Avec l'annonce de la mobilisation générale le 11 avril, de nouvelles troupes ont été appelées au service.
Le capitaine Basilier, qui souffre d'une mauvaise santé depuis Pâques 1940, prend un congé de maladie le 13 avril et est remplacé par le lieutenant de vaisseau B. Bjerkelund. À partir de cette date, une mobilisation complète est effectuée dans la région de Vardø. Toute l'île est sous surveillance, et les postes de garde-côtes et d'observation aérienne sont opérationnels. Tous les différents avant-postes sont reliés à la forteresse par des lignes téléphoniques. Les mitrailleuses de la forteresse sont prêtes à être utilisées avec des montures anti-aériennes improvisées produites par un forgeron local.
Quelques jours après le début de la mobilisation complète, une force de 150 hommes est à la disposition du commandant de Vardøhus et au cessez-le-feu du 10 juin, environ 215 hommes étaient répartis dans la forteresse de Vardøhus.
Le 20 avril 1940, le commandant en chef de la Norvège du Nord, le général Carl Gustav Fleischer, ordonne au 3e district naval d' établir un camp d'internement pour les prisonniers de guerre allemands à Vardøhus. Quatre jours plus tard, le 24 avril, le vapeur Nova de 1 382 tonnes arrive au port avec 155 prisonniers de guerre allemands. La plupart des prisonniers allemands sont des membres d'équipage du destroyer de la Kriegsmarine Erich Koellner, coulé à Djupvik sur la rive sud de l'Ofotfjord pendant les batailles de Narvik. Les prisonniers comprennent le commandant du destroyer, Alfred Schulze-Hinrichs. Les prisonniers sont placés sous surveillance dans le bâtiment de détention de quarantaine.
Le camp de prisonniers de guerre de Vardøhus est fermé après qu'un camp de prisonniers de guerre central pour les détenus allemands est établi à Skorpa dans le comté de Troms et les 155 prisonniers y sont envoyés le 13 mai. Les prisonniers ont été libérés de Skorpa le 12 juin 1940, après la capitulation de la Norvège continentale.
D'autres activités militaires à la forteresse comprenaient la création d'un hôpital de campagne de 12 lits et d'une station de radio. À partir du 23 mai, la forteresse passe sous le commandement du nouveau district naval du Finnmark oriental, responsable de toutes les unités RNoN dans l'est du Finnmark.
La seule action de la forteresse avec les forces d'invasion allemandes a lieu le 4 juin 1940. Depuis début mai, des avions allemands survolent la région sans incident, mais le 4 juin, un bombardier de la Luftwaffe lance une attaque. Le bombardier rate sa cible, la station de radio, mais endommage l'église et les quartiers du commandant. Après avoir épuisé sa charge de bombes, le bombardier vole à basse altitude et mitraille la zone, crible de balles la radio et d'autres bâtiments.
Après l'attaque, des travaux pour une nouvelle position anti-aérienne commence sur la colline voisine de Kirkeberget. La position achevée, aucun armement n'est installé avant l'entrée en vigueur du cessez-le-feu.
Le 8 juin, le lieutenant Bjerkelund est informé que les combats en Norvège touchent à leur fin et a la possibilité d'évacuer laforteresse vers le Royaume-Uni. Saisissant l'occasion, il part pour Rosyth le même jour sur le patrouilleur Nordhav II. Bjerkelund est remplacé en tant que commandant par le lieutenant d'artillerie côtière H. Johannesen. Sur les dix officiers et sous-officiers et 214 hommes de la forteresse, tous sauf 12 ont été démobilisés le 9 juin. Les officiers, les sous-officiers et la douzaine de soldats devaient continuer à servir jusqu'à l'arrivée des forces d'occupation allemandes.
Les premiers Allemands n'arrivant que le 17 juillet, Vardøhus devient la dernière unité armée sous drapeau norvégien à déposer les armes pendant la campagne de Norvège, le 20 juillet. Entre le 20 et le 25 juillet, aucun drapeau ne flotte sur Vardøhus, les Allemands ayant ordonné aux soldats norvégiens de ne plus hisser le drapeau.
Cependant, étant donné que les Norvégiens ont interprété l'ordre comme ne visant qu'à ne pas hisser le drapeau de l'État, ils ont levé l' enseigne civile le 25 juillet. À partir de ce jour et jusqu'au 7 novembre, le drapeau norvégien flotte au moins une partie de la journée, cinq fois enlevé par des soldats allemands qui hissent alors le leur , qui est remplacé dès leur départ. A chaque fois, le drapeau nazi est brûlé.
Pendant ce temps, le capitaine Rynning, commandant de la forteresse, sert de symbole de la souveraineté norvégienne et de tampon entre les autorités militaires allemandes et les autorités militaires et civiles norvégiennes. La « guerre des drapeaux » continue jusqu'à ce que Rynning soit arrêté sur ordre de Josef Terboven le 7 novembre. Rynning passe les deux années suivantes en tant que prisonnier politique à Grini et Møllergata 19 (en) en Norvège. En décembre 1942, il reçoit le statut de prisonnier de guerre et est déporté dans des camps en Allemagne et en Pologne occupée pour le reste de la guerre et ne sera libéré que le 7 juin 1945.
Pendant l'occupation, les Allemands améliore les fortifications de la région de Vardø, notamment en construisant deux batteries d' artillerie côtières. Vardøhus est utilisée par les occupants comme caserne pour les équipages des fortifications modernes de construction allemande. En 1944, alors que les Allemands se retirent de Finlande à travers le Finnmark avant l'avancée des Finlandais, le général Lothar Rendulic ordonne une politique de la terre brûlée. Vardø est brûlé et ne vont rester debout que quelques maisons. La forteresse, bien que délabrée, reste intacte.
Dans l'immédiat après-guerre, de 1945 à 1947, la forteresse est démilitarisée et utilisée comme prison pour les personnes condamnées pour trahison lors de la purge légale d'après-guerre. En 1947, Vardøhus est ramené au statut de forteresse avec un commandant et quelques soldats.
Le commandement du fort est désormais sous la responsabilité de la Marine royale norvégienne, avec un commandant et quatre soldats qui y sont stationnés.
Comme la forteresse a principalement la même apparence aujourd'hui qu'en 1738, elle est ouverte au public et abrite un musée.